# 吉爾平 (內華達州)
吉爾平（英語：Gilpin）是位於美國內華達州斯托里縣的非建制地區。

## 地理
吉爾平所處的海拔為高於海平面1264米（即4147英呎），而該地所採用的時區為UTC-8，即太平洋时区（PST）。同時該地設有夏令時間，為UTC-8調快一小時，即UTC-7（PDT）。